# Orange and Yellow
Orange and Yellow (Orange et Jaune) est une peinture abstraite de Mark Rothko, réalisée en 1956.

## Description
Orange and Yellow est une peinture à l'huile abstraite, contenant deux blocs de couleurs : un bloc jaune dans le tiers supérieur, un rectangle orange dans les deux-tiers inférieurs. Les blocs sont peints sur un fond jaune plus sombre, qui agit comme une marge et le sépare également. Leurs bords ne sont pas peints distinctement.
L'œuvre mesure 231,1 cm de haut sur 180,3 cm de large.

## Historique
Mark Rothko réalise Orange and Yellow en 1956.
L'œuvre appartient à la collection de l'Albright-Knox Art Gallery à Buffalo, aux États-Unis.